# Lista de presidentes da República Dominicana
O presidente da República Dominicana é o chefe de estado e de governo da República Dominicana. O sistema presidencial foi estabelecido em 1844, após a proclamação da república. O presidente da República Dominicana recebe o tratamento de Sua Excelência durante o seu mandato. Atualmente, e desde 16 de agosto de 2020, o cargo é ocupado por Luis Abinader substituindo Danilo Medina, que cumpria o seu segundo e último mandato consecutivo.

## Lista de presidentes oficiais da República Dominicana (1844 – presente)
Segue-se uma lista de presidentes do país: 
| Nº                                                                        | Presidente                              | Retrato | Inicio do mandato       | Fim do mandato          | Título(s) |
| ------------------------------------------------------------------------- | --------------------------------------- | ------- | ----------------------- | ----------------------- | --- |
| 1                                                                         | Pedro Santana                           |         | 13 de Novembro de 1844  | 4 de Agosto de 1848     | Presidente |
|                                                                           | Conselho de Secretários de Estado       |         | 4 de Agosto de 1848     | 8 de Setembro de 1848   | Conselho de Secretários de Estado Membros: Félix Mercenario Domingo de la Rocha José María Caminero Manuel Jimenes |
| 2                                                                         | Manuel Jiménes                          |         | 8 de Setembro de 1848   | 29 de Maio de 1849      | Presidente |
| 3                                                                         | Buenaventura Báez                       |         | 29 de Maio de 1849      | 15 de Fevereiro de 1853 | Presidente |
| 4                                                                         | Pedro Santana                           |         | 15 de Fevereiro de 1853 | 26 de Maio de 1856      | Presidente |
| 5                                                                         | Manuel de Regla Mota                    |         | 26 de Maio de 1856      | 8 de Outubro de 1856    | Presidente |
| 6                                                                         | Buenaventura Báez                       |         | 8 de Outubro de 1856    | 7 de Julho de 1857      | Presidente |
| 7                                                                         | José Desiderio Valverde                 |         | 7 de Julho de 1857      | 31 de Agosto de 1858    | Presidente |
| 8                                                                         | Pedro Santana                           |         | 31 de Agosto de 1858    | 18 de Março de 1861     | Presidente |
| De 1861 até 1865 a República Dominicana foi anexada pela Espanha.         |                                         |         |                         |                         | |
| 9                                                                         | Benigno Filomeno de Rojas               |         | 24 de Janeiro de 1865   | 24 de Março de 1865     | Presidente |
| 10                                                                        | Pedro Antonio Pimentel                  |         | 25 de Março de 1865     | 4 de Agosto de 1865     | Presidente |
|                                                                           | José María Cabral                       |         | 4 de Agosto de 1865     | 15 de Novembro de 1865  | Chefe Supremo |
|                                                                           | Pedro Guillermo                         |         | 15 de Novembro de 1865  | 8 de Dezembro de 1865   | Presidente da Junta de Governo Provisória |
| 11                                                                        | Buenaventura Báez                       |         | 8 de Dezembro de 1865   | 29 de Maio de 1866      | Presidente |
|                                                                           | triunvirato                             |         | 29 de Maio de 1866      | 22 de Agosto de 1866    | Membros: Pedro Antonio Pimentel Gregorio Luperón Federico de Jesús García |
| 12                                                                        | José María Cabral                       |         | 22 de Agosto de 1866    | 3 de Janeiro de 1868    | Presidente |
| 13                                                                        | Manuel Altagracia Cáceres               |         | 3 de Janeiro de 1868    | 13 de Fevereiro de 1868 | Presidente |
|                                                                           | Junta de Generais                       |         | 13 de Fevereiro de 1868 | 2 de Maio de 1868       | Membros: José Antonio Hungría Francisco Antonio Gómez Báez José Ramón Luciano y Franco |
| 14                                                                        | Buenaventura Báez                       |         | 2 de Maio de 1868       | 2 de Janeiro de 1874    | Presidente |
|                                                                           | Ignacio María González                  |         | 2 de Janeiro de 1874    | 22 de Janeiro de 1874   | Chefe Supremo |
|                                                                           | Generais-em-chefe                       |         | 22 de Janeiro de 1874   | 6 de Abril de 1874      | Membros: Ignacio María González Manuel Altagracia Cáceres |
| 15                                                                        | Ignacio María González                  |         | 6 de Abril de 1874      | 23 de Fevereiro de 1876 | Presidente |
|                                                                           | Conselho de Secretários de Estado       |         | 23 de Fevereiro de 1876 | 29 de Abril de 1876     | Conselho de Secretários de Estado Membros: Pedro Tomás Garrido José de Jesús de Castro Pedro Pablo de Bonilla Juan Bautista Zafra Pablo López Villanueva Jacinto Peynado                                                   |
| 16                                                                        | Ulises Francisco Espaillat              |         | 29 de Abril de 1876     | 5 de Outubro de 1876    | Presidente |
|                                                                           | Junta de Administração Superior         |         | 5 de Outubro de 1876    | 11 de Novembro de 1876  | Membros: Pablo López Villanueva José Caminero Matías Juan Esteban Ariza Matos Fidel Rodríguez Urdaneta José de Jesús Eduardo de Castro Álvarez Juan Bautista Zafra y Miranda Pedro Tomás Garrido Matos                     |
|                                                                           | Ignacio María González                  |         | 11 de Novembro de 1876  | 9 de Dezembro de 1876   | Chefe Supremo |
|                                                                           | Marcos Antonio Cabral                   |         | 9 de Dezembro de 1876   | 26 de Dezembro de 1876  | Presidente da Junta de Governo Provisória |
| 17                                                                        | Buenaventura Báez                       |         | 26 de Dezembro de 1876  | 2 de Março de 1878      | Presidente |
|                                                                           | Conselho de Secretários de Estado       |         | 2 de Março de 1878      | 5 de Março de 1878      | Conselho de Secretários de Estado Membros: José María Cabral Joaquín Montolío |
| 18                                                                        | Cesareo Guillermo                       |         | 5 de Março de 1878      | 6 de Julho de 1878      | Presidente |
| 19                                                                        | Ignacio María González                  |         | 6 de Julho de 1878      | 2 de Setembro de 1878   | Presidente |
|                                                                           | Chefes Militares Populares              |         | 2 de Setembro de 1878   | 6 de Setembro de 1878   | Chefes Militares Populares Members: Ulises Heureaux Cesáreo Guillermo |
|                                                                           | Jacinto de Castro                       |         | 7 de Setembro de 1878   | 29 de Setembro de 1878  | Presidente Interino |
|                                                                           | Conselho de Secretários de Estado       |         | 30 de Setembro de 1878  | 27 de Fevereiro de 1879 | Conselho de Secretários de Estado Membros: Cesáreo Guillermo Alejandro Angulo Guridi Pedro Ramón Aristy |
| 20                                                                        | Cesáreo Guillermo                       |         | 27 de Fevereiro de 1879 | 6 de Dezembro de 1879   | Presidente |
| 21                                                                        | Gregorio Luperón                        |         | 6 de Dezembro de 1879   | 1 de Setembro de 1880   | Presidente |
| 22                                                                        | Fernando Arturo de Meriño               |         | 1 de Setembro de 1880   | 1 de Setembro de 1882   | Presidente |
| 23                                                                        | Ulises Heureaux                         |         | 1 de Setembro de 1882   | 1 de Setembro de 1884   | Presidente |
| 24                                                                        | Francisco Gregorio Billini              |         | 1 de Setembro de 1884   | 16 de Maio de 1885      | Presidente |
| 25                                                                        | Alejandro Woss y Gil                    |         | 16 de Maio de 1885      | 6 de Janeiro de 1887    | Presidente |
| 26                                                                        | Ulises Heureaux                         |         | 6 de Janeiro de 1887    | 27 de Fevereiro de 1889 | Presidente |
|                                                                           | Manuel María Gautier                    |         | 27 de Fevereiro de 1889 | 30 de Abril de 1889     | Presidente Interino |
| 27                                                                        | Ulises Heureaux                         |         | 30 de Abril de 1889     | 26 de Julho de 1899     | Presidente |
| 28                                                                        | Juan Wanceslao Figuereo                 |         | 26 de Julho de 1899     | 30 de Agosto de 1899    | Presidente |
|                                                                           | Conselho de Secretários de Estado       |         | 30 de Agosto de 1899    | 31 de Agosto de 1899    | Conselho de Secretários de Estado Membros: Tomás Demetrio Morales Arístides Patiño Enrique Henríquez y Alfau Jaime R. Vidal Braulio Álvarez                                                                                |
|                                                                           | Junta Popular do Governo Revolucionário |         | 31 de Agosto de 1899    | 4 de Setembro de 1899   | Conselho de Secretários de Estado Membros: Mariano Cestero Álvaro Logroño Arístides Patiño Pedro María Mejía |
|                                                                           | Horacio Vásquez                         |         | 4 de Setembro de 1899   | 15 de Novembro de 1899  | Presidente da Junta de Governo Provisória |
| 29                                                                        | Juan Isidro Jimenes Pereyra             |         | 15 de Novembro de 1899  | 2 de Maio de 1902       | Presidente |
|                                                                           | Horacio Vásquez                         |         | 2 de Maio de 1902       | 23 de Abril de 1903     | Presidente da Junta de Governo Provisória |
| 30                                                                        | Alejandro Woss y Gil                    |         | 23 de Abril de 1903     | 24 de Novembro de 1903  | Presidente |
| 31                                                                        | Carlos Felipe Morales                   |         | 24 de Novembro de 1903  | 29 de Dezembro de 1905  | Presidente |
|                                                                           | Conselho de Secretários de Estado       |         | 25 de Dezembro de 1905  | 12 de Janeiro de 1906   | Conselho de Secretários de Estado (agindo por Morales) Membros: Manuel Lamarche García Emiliano Tejera Andrés Julio Montolío Francisco Leonte Vásquez Lajara Carlos Ginebra Eladio Victoria Federico Velásquez y Hernández |
| 32                                                                        | Ramón Cáceres                           |         | 12 de Janeiro de 1906   | 19 de Novembro de 1911  | Presidente |
|                                                                           | Conselho de Secretários de Estado       |         | 19 de Novembro de 1911  | 5 de Dezembro de 1911   | Conselho de Secretários de Estado Membros: Miguel Antonio Román José María Cabral Manuel de Jesús Troncoso de la Concha Federico Velásquez y Hernández Manuel Lamarche García Emilio Tejera Rafael Díaz                    |
| 33                                                                        | Eladio Victoria                         |         | 5 de Dezembro de 1911   | 30 de Novembro de 1912  | Presidente |
|                                                                           | Adolfo Alejandro Nouel                  |         | 30 de Novembro de 1912  | 13 de Abril de 1913     | Presidente provisório |
|                                                                           | José Bordas Valdés                      |         | 14 de Abril de 1913     | 27 de Agosto de 1914    | Presidente provisório |
|                                                                           | Ramón Báez                              |         | 28 de Agosto de 1914    | 5 de Dezembro de 1914   | Presidente provisório |
| 34                                                                        | Juan Isidro Jimenes Pereyra             |         | 5 de Dezembro de 1914   | 7 de Maio de 1916       | Presidente |
|                                                                           | Conselho de Secretários de Estado       |         | 7 de Maio de 1916       | 31 de Julho de 1916     | Conselho de Secretários de Estado Membros: Jaime Mota Bernardo Pichardo José Manuel Jimenes Federico Velásquez y Hernández                                                                                                 |
| 35                                                                        | Francisco Henríquez y Carvajal          |         | 31 de Julho de 1916     | 29 de Novembro de 1916  | Presidente |
| De 1916 até 1924 a República Dominicana foi ocupada pelos Estados Unidos. |                                         |         |                         |                         | |
|                                                                           | Juan Bautista Vicini Burgos             |         | 21 de Outubro de 1922   | 12 de Julho de 1924     | Presidente provisório Nota: Serviu sob a ocupação dos Estados Unidos. |
| 36                                                                        | Horacio Vásquez                         |         | 12 de Julho de 1924     | 3 de Março de 1930      | Presidente |
|                                                                           | Rafael Estrella Ureña                   |         | 3 de Março de 1930      | 16 de Agosto de 1930    | Presidente Interino |
| 37                                                                        | Rafael Trujillo                         |         | 16 de Agosto de 1930    | 16 de Agosto de 1938    | Presidente |
| 38                                                                        | Jacinto Peynado                         |         | 16 de Agosto de 1938    | 24 de Fevereiro de 1940 | Presidente |
| 39                                                                        | Manuel de Jesús Troncoso de la Concha   |         | 24 de Fevereiro de 1940 | 18 de Maio de 1942      | Presidente |
| 40                                                                        | Rafael Trujillo                         |         | 18 de Maio de 1942      | 16 de Agusto de 1952    | Presidente |
| 41                                                                        | Héctor Trujillo                         |         | 16 de Agosto de 1952    | 3 de Agosto de 1960     | Presidente |
| 42                                                                        | Joaquín Balaguer                        |         | 3 de Agosto de 1960     | 16 de Janeiro de 1962   | Presidente |
|                                                                           | Conselho Cívico-Militar                 |         | 16 de Janeiro de 1962   | 18 de Janeiro de 1962   | Conselho Cívico-Militar Membros: Armando Óscar Pacheco Luis Amiama Tió Antonio Imbert Barrera Enrique Valdez Vidaurre Wilfredo Medina Natalio Huberto Bogaert                                                              |
| 43                                                                        | Rafael Filiberto Bonnelly               |         | 18 de Janeiro de 1962   | 27 de Fevereiro de 1963 | Presidente |
| 44                                                                        | Juan Bosch                              |         | 27 de Fevereiro de 1963 | 25 de Setembro de 1964  | Presidente |
|                                                                           | Víctor Elby Viñas Román                 |         | 25 de Setembro de 1964  | 26 de Setembro de 1964  | Presidente da Junta Provisória |
|                                                                           | triunvirato                             |         | 26 de Setembro de 1964  | 25 de Abril de 1965     | Membros: Emilio de los Santos y Salcié (a 22 de Dezembro de 1963) (Presidente) Donald Reid Cabral (de 29 de Dezembro de 1963) (Presidente) Manuel Enrique Tavares Espaillat Ramón Tapia Espinal                            |
|                                                                           | Comitê Revolucionário                   |         | 25 de Abril de 1965     | 25 de Abril de 1965     | Membros: Vinicio Fernández Pérez Giovanni Gutiérrez Ramírez Francisco Alberto Caamaño Deñó Eladio Ramírez Sánchez Pedro Bartolomé Benoit                                                                                   |
|                                                                           | José Rafael Molina Ureña                |         | 25 de Abril de 1965     | 27 de Abril de 1965     | Presidente provisório |
|                                                                           | Pedro Bartolomé Benoit                  |         | 1 de Maio de 1965       | 7 de Maio de 1965       | Presidente provisório Nota: Serviu sob a ocupação dos Estados Unidos. |
| 45                                                                        | Antonio Imbert Barrera                  |         | 7 de Maio de 1965       | 30 de Agosto de 1965    | Presidente Nota: Serviu sob a ocupação dos Estados Unidos. |
|                                                                           | Héctor García Godoy                     |         | 3 de Setembro de 1965   | 1 de Julho de 1966      | Presidente provisório Nota: Serviu sob a ocupação dos Estados Unidos. |
| 46                                                                        | Joaquín Balaguer                        |         | 1 de Julho de 1966      | 16 de Agosto de 1978    | Presidente |
| 47                                                                        | Antonio Guzmán Fernández                |         | 16 de Agosto de 1978    | 4 de Julho de 1982      | Presidente |
| 48                                                                        | Jacobo Majluta Azar                     |         | 4 de Julho de 1982      | 16 de Agosto de 1982    | Presidente |
| 49                                                                        | Salvador Jorge Blanco                   |         | 16 de Agosto de 1982    | 16 de Agosto de 1986    | Presidente |
| 50                                                                        | Joaquín Balaguer                        |         | 16 de Agosto de 1986    | 16 de Agosto de 1996    | Presidente |
| 51                                                                        | Leonel Fernández                        |         | 16 de Agosto de 1996    | 16 de Agosto de 2000    | Presidente |
| 52                                                                        | Hipólito Mejía                          |         | 16 de Agosto de 2000    | 16 de Agosto de 2004    | Presidente |
| 53                                                                        | Leonel Fernández                        |         | 16 de Agosto de 2004    | 16 de Agosto de 2012    | Presidente |
| 54                                                                        | Danilo Medina                           |         | 16 de Agosto de 2012    | 16 de Agosto de 2020    | Presidente |
| 55                                                                        | Luis Abinader                           |         | 16 de Agosto de 2020    | Atual                   | Presidente |

## Lista de presidentes não oficiais da República Dominicana
Supremo Chefes ou Protetores
- Pedro Santana (Chefe Supremo da República): 30 de maio - 23 de setembro de 1849
- Junior Mejia (Chefe Supremo): 16 de março - 5 de dezembro de 1878

Governadores-Geral Espanhóis de Santo Domingo (1861–1865)
- Pedro Santana: 18 de março de 1861 - 20 de julho de 1862
- Felipe Ribero: 20 de julho de 1862 - 22 de outubro de 1863
- Carlos de Vargas: 22 de outubro de 1863 - 30 de março de 1864
- José de la Gándara: 31 de março de 1864 - 11 de julho de 1865

Chefes de Estado da República Dominicana (1863–1865)
- José Antonio Salcedo: 14 setembro de 1863 - 10 de outubro de 1864
- Gaspar Polanco: 10 outubro de 1864 - 23 de janeiro de 1865
- Generais-em-chefe (Pedro Antonio Pimentel, Benito Monción, Federico de Jesús García) : 23 de janeiro de 1865 - 24 de janeiro de 1865

Em rebelião (1867–1868)
- José Hungría: 22 de dezembro de 1867 - 13 de fevereiro de 1868

Junta Executiva Constitucional (em rebelião, fevereiro de 1876)
- Esteban Díaz
- Máximo Grullón
- Manuel de Jesús de Peña
- Alfredo Deetjen
- Isidro Pereyra

Em rebelião (1878)
- Ignacio María González: 1 de março de 1878 - 3 de maio de 1878

Governadores dos Estados Unidos em Santo Domingo (1916–1922)
- Harry Shepard Knapp: 29 de Novembro de 1916 – 18 de Novembro de 1918
- Ben Hebard Fuller: 18 de Novembro de 1918 – 25 de Fevereiro de 1919
- Thomas Snowden: 25 de Fevereiro de 1919 – 3 de Junho de 1921
- Samuel Robison: 3 de Junho de 1921 – 21 de Outubro de 1922

Em rebelião (1963)
- Juan Casasnovas Garrido: 13 de outubro de 1963 - 4 de novembro de 1963

Presidente com Constitucionalista de jure e de facto
- Francisco Caamaño: 4 de maio de 1965 - 3 de setembro de 1965